# Cabinet Schröder II
Pour les articles homonymes, voir Cabinet Schröder.
 (janvier 2023).
Si vous disposez d'ouvrages ou d'articles de référence ou si vous connaissez des sites web de qualité traitant du thème abordé ici, merci de compléter l'article en donnant les références utiles à sa vérifiabilité et en les liant à la section « Notes et références ».
République fédérale d'Allemagne
Schröder I Merkel I
Le cabinet Schröder II (en allemand : Kabinett Schröder II) est le gouvernement fédéral de la République fédérale d'Allemagne entre le 22 octobre 2002 et le 22 novembre 2005, durant la quinzième législature du Bundestag.

## Historique du mandat
Dirigé par le chancelier fédéral social-démocrate sortant Gerhard Schröder, ce gouvernement est constitué et soutenu par une « coalition rouge-verte » entre le Parti social-démocrate d'Allemagne (SPD) et l'Alliance 90 / Les Verts (Grünen). Ensemble, ils disposent ensemble de 306 députés sur 603, soit 50,7 % des sièges du Bundestag.
Il est formé à la suite des élections législatives fédérales du 22 septembre 2002.
Il succède donc au cabinet Schröder I, constitué et soutenu par une coalition identique.

### Formation
Au cours du scrutin parlementaire, le SPD enregistre des pertes. Il conserve son statut de première force politique fédérale avec seulement 6 000 voix et trois députés fédéraux d'avance sur la CDU/CSU d'Edmund Stoiber. Ce recul est de plus compensé par la progression des Grünen, qui réalisent à l'époque leur record à une élection fédérale. La coalition est ainsi reconduite, avec la plus faible marge depuis 1949.
Le 22 octobre, le président fédéral Johannes Rau propose la candidature de Gerhard Schröder au vote d'investiture du Bundestag. Il l'emporte par 305 voix pour et 298 voix contre, soit trois suffrages de plus que la majorité constitutionnelle requise. Il présente son second et dernier cabinet fédéral dans la même journée. Il compte 13 ministres fédéraux, le nombre le plus faible depuis le cabinet Adenauer I en 1949, dont six femmes, ce qui constitue à l'époque le record de féminisation d'un gouvernement tant en nombre qu'en représentation. Le ministère fédéral du Travail est démantelé entre le ministère fédéral de l'Économie et le ministère fédéral de la Santé. Avec une moyenne d'âge de 56 ans et 11 mois, c'est le gouvernement le plus vieux de l'Allemagne fédérale.
Au cours de l'élection présidentielle du 23 mai 2004, le président Rau renonce à un second mandat et l'alliance au pouvoir présente l'universitaire Gesine Schwan. Elle échoue dès le premier tour face au candidat de la CDU/CSU Horst Köhler, qui est élu avec 50,1 % des voix de l'Assemblée fédérale. C'est la première fois depuis 1979 que le parti du chancelier est battu lors de l'élection du chef de l'État.

### Succession
À l'occasion des élections législatives régionales du 22 mai 2005 dans le Land de Rhénanie-du-Nord-Westphalie, le plus peuplé d'Allemagne et fief du SPD, la CDU remporte la majorité relative pour la première fois depuis 30 ans et est en mesure de former un gouvernement avec l'appui du FDP. En conséquence de cet échec historique, Gerhard Schröder annonce sa volonté de convoquer des élections anticipées en septembre. Il pose donc la question de confiance le 1er juillet et organise sa défaite, puisqu'il perd par 450 voix contre et 151 voix pour. Il peut alors demander au président Köhler la dissolution du Bundestag.
Lors des élections législatives fédérales anticipées du 18 septembre suivant, les chrétiens-démocrates s'imposent avec quatre députés fédéraux d'avance sur les sociaux-démocrates mais aucune majorité ne se dégage. La CDU/CSU et le SPD décident alors de former une « grande coalition » qui permet à Angela Merkel de constituer son premier cabinet fédéral.

## Composition
- Les nouveaux ministres sont indiqués en gras, ceux ayant changé d'attributions en italique.

| Fonction                                                                                       | Nom | Nom                                                     | Parti  |
| ---------------------------------------------------------------------------------------------- | --- | ------------------------------------------------------- | ------ |
| Chancelier fédéral                                                                             |     | Gerhard Schröder                                        | SPD    |
| Vice-chancelier Ministre fédéral des Affaires étrangères                                       |     | Joschka Fischer                                         | Grünen |
| Ministre fédéral de l'Intérieur                                                                |     | Otto Schily                                             | SPD    |
| Ministre fédéral de la Justice                                                                 |     | Brigitte Zypries                                        | SPD    |
| Ministre fédéral des Finances                                                                  |     | Hans Eichel                                             | SPD    |
| Ministre fédéral de l'Économie et du Travail                                                   |     | Wolfgang Clement                                        | SPD    |
| Ministre fédéral de la Protection du consommateur, de l'Alimentation et de l'Agriculture       |     | Renate Künast (jusqu’au 04/10/2005) Jürgen Trittin a.i. | Grünen |
| Ministre fédéral de la Défense                                                                 |     | Peter Struck                                            | SPD    |
| Ministre fédéral de la Famille, des Personnes âgées, des Femmes et de la Jeunesse              |     | Renate Schmidt                                          | SPD    |
| Ministre fédéral de la Santé et de la Sécurité sociale                                         |     | Ulla Schmidt                                            | SPD    |
| Ministre fédéral des Transports, des Travaux publics et du Logement                            |     | Manfred Stolpe                                          | SPD    |
| Ministre fédéral de l'Environnement, de la Protection de la Nature et de la Sécurité nucléaire |     | Jürgen Trittin                                          | Grünen |
| Ministre fédéral de l'Éducation et de la Recherche                                             |     | Edelgard Bulmahn                                        | SPD    |
| Ministre fédéral de la Coopération économique et du Développement                              |     | Heidemarie Wieczorek-Zeul                               | SPD    |